# Diores druryi
Diores druryi är en spindelart som beskrevs av Tucker 1920. Diores druryi ingår i släktet Diores och familjen Zodariidae.
Artens utbredningsområde är Namibia. Inga underarter finns listade i Catalogue of Life.